# Alexandre Fiodorovitch Plechtcheïev
Pour les autres membres de la famille, voir Famille Ignatiev.
Alexandre Fiodorovitch Plechtcheïev (en russe : Александр Фёдорович Плещей), né Alexandre Fiodorovitch Biakont (Александр Фёдорович Бяконт) en 1375. Boyard, Voïvode de Kostroma. Il fut l'ancêtre de la famille Plechtcheïev.

## Famille
Fils cadet de Fiodor Akinfovitch Biakont.
Il fut le père de Danil Alexandrovitch Plechtcheïev. (Fondateur de la famille Basmanov)

## Biographie
Alexandre Fiodorovitch Biakont  fut surnommé Plechtcheïev (Plechtcheï / larges épaules / en langue russe : плечистый). Au  XVe siècle, Alexandre Fiodorovitch quitta Tchernigov et s'installa à Moscou, il se mit au service du prince de Semeon Ivanovitch le Fier. Ses frères aînés : Alferov Fiodorovitch, Feofan, Matveï et Konstantin portèrent le patronyme de leur père Biakont. Alexandre Fiodorovitch fut l'ancêtre de la famille Plechtcheïev, à son tour cette famille fut la fondatrice des familles Basmanov ou Soubbotine. Toutefois, ces frères aînés furent également les fondateurs d'autres familles de la noblesse russe comme les familles Ignatiev, Bestoujev Feofanov